# Der Unüberwindliche
Der Unüberwindliche ist ein deutscher Abenteuer-Stummfilm aus dem Jahre 1928 von Max Obal mit dem italienischen Genrestar Luciano Albertini in der Titelrolle. 

## Handlung
Der italienische Artist Silvio Spaventa ist die Sensation desjenigen Zirkus‘, in dem er allabendlich mit seiner Partnerin Rina Pera eine halsbrecherische Nummer vorführt. Eines Abends wohnen auch der angesehene Juwelier Herr van Teelen und der Polizeirat Hellberg einer Vorstellung bei. Als sie Spaventas Kunststücke sehen, gehen die beiden Männer eine seltsame Wette ein: Sie wetten, dass Silvio nicht nur die Schlösser derjenigen Ketten, die ihn hier vor aller Augen gefesselt halten, öffnen kann, sondern auch jeden x-beliebigen Geldschrank. Man macht Spaventa den Vorschlag es doch mal beim Tresor in van Teelens Wohnung zu versuchen. Der besitze eine doppelte Panzerung und gilt als unüberwindlich.
Silvio lässt sich auf diese Wette ein und hat mit seinem Panzerknackversuch tatsächlich Erfolg. Davon erfährt jedoch auch van Teelens gewissenlose Geliebte Heloise, die eine Gaunerbande über dieses Experiment informiert. Da ein Diamantenschieber nur allzu gern an die Preziosen van Teelens kommen würde und er in Kontakt mit den Verbrechern steht, beauftragt er die Langfinger, die Diamanten zu stehlen. Als van Teelen einmal aushäusig ist, wird Spaventa, angeblich von van Teelen, erneut in dessen Wohnung gebeten, um das Experiment zu wiederholen. Nur diesmal erwarten ihn dort die Verbrecher und zwingen Spaventa, den Safe ein weiteres Mal zu knacken. Als van Teelen unerwartet heimkehrt, glaubt er, dass Silvio ihn berauben wolle. Der aber kann nun all seine artistischen Kunststücke und Kniffe anwenden, seine Unschuld beweisen und lässt die wahren Übeltäter der Gerechtigkeit zukommen.

## Produktionsnotizen
Der Unüberwindliche entstand im Filmstudio von Staaken (Berlin) sowie mit Außenaufnahmen in Italien, Bremen und Hamburg, Der Film passierte am 22. August 1928 die Zensur und wurde mit Jugendverbot belegt. Am 13. September 1928 lief der Film in Berlins Primus-Theater an. Der Streifen besaß sieben Akte, verteilt auf 2471 Metern Länge.
Rudolf Walther-Fein hatte die künstlerische Oberleitung. Botho Höfer und Hans Minzloff entwarfen die Filmbauten. Walter Tost war Aufnahmeleiter.
Paul Henckels veröffentlichte einen launigen Drehbericht Kampf über dem Abgrund in der Zeitschrift "Die Film-Illustrierte", Nr. 26, Jg. 1928, S. 498.